# شفیق الحوت
شفیق الحوت (عربی: شفيق الحوت)؛ (زاده: ۱۳ ژانویه ۱۹۳۲ – درگذشته: ۲ اوت ۲۰۰۹) یک سیاستمدار و نویسنده فلسطینی است. او عضو کمیته اجرایی سازمان آزادیبخش فلسطین و نماینده آن در لبنان و عضو شورای ملی فلسطین بود. همسر وی بیان عجاج نویهض است.

## زندگی‌نامه
شفیق الحوت تحصیلات متوسطه خود را در سال ۱۹۴۸ در مدرسه العامریه در یافا به پایان برد، جایی که او مجبور شد با خانواده اش به مهاجرت به لبنان در آوریل همان سال روی آورد. او در سال ۱۹۴۸ وارد دانشگاه آمریکایی بیروت شد و در سال ۱۹۵۳ فارغ‌التحصیل گردید.
به عنوان یک معلم تا سال ۱۹۵۶ در مدرسه اهداف اسلامی کار کرد، و سپس به عنوان معلم به کویت منتقل شد و تا سال ۱۹۵۸ در آنجا ادامه داد، پس از آن به بیروت بازگشت و تدریس را ترک گفت و برای کار در مطبوعات رفت و به عنوان سردبیر مجله «حوادث» لبنان، تا سال ۱۹۶۴ باقی ماند.

## فعالیت‌ها
شفیق الحوت در تأسیس جبهه آزادی فلسطین در سال ۱۹۶۳ کمک کرد؛ و یکی از بنیانگذاران سازمان آزادی فلسطین بود و در کنفرانس بنیانگذاری آن که در تاریخ ۲۸ مه ۱۹۶۴ در شهر بیت‌المقدس برگزار شد شرکت کرد.
در اولین نشست کمیته اجرایی سازمان آزادی فلسطین، او به عنوان نماینده و مدیر دفتر سازمان در لبنان تعیین گردید، جایی که او کار روزنامه‌نگاری را ترک کرده و زمان و وقت خودش را به سیاست اختصاص داده بود.
او بین سال‌های ۱۹۶۶ و ۱۹۶۸ عضو کمیته اجرایی سازمان آزادیبخش فلسطین بود و در سال ۱۹۹۱ به کمیته اجرایی بازگشت و تا سال ۱۹۹۳ و پس از پیمان‌های اسلو که استعفا داد در این منصب بود.
شفیق الحوت در ۲۹ اوت پس از جنگ ۱۹۶۷ به همراه احمد الشقیری رئیس سازمان آزادیبخش فلسطین و سعید السبع، نماینده این سازمان در سودان در نشست کشورهای عربی در خارطوم شرکت کرد.
او از سال ۱۹۴۸ تمامی سال‌های حضور سازمان آزادیبخش فلسطین در لبنان تا قبل از مرگش در سال ۲۰۰۹ را شاهد بود. او شاهد جنگ داخلی لبنان در تمام جزئیات و رویدادها و همچنین حمله اسرائیل به لبنان و خروج فلسطین از آن در سال ۱۹۸۲ بود.
از سال ۱۹۷۴ در جلسات مجمع عمومی سازمان ملل متحد به عنوان نماینده سازمان آزادیبخش فلسطین حضور داشت.

## درگذشت
شفیق در ۲ اوت ۲۰۰۹ درگذشت.